# NGC 1555

De variaties van NGC 1555 tussen oktober 2022 en maart 2023

NGC 1555 is een reflectienevel in het sterrenbeeld Stier. Het hemelobject werd op 11 oktober 1852 ontdekt door de Britse astronoom John Russell Hind en wordt ook wel Hind's variable nebula genoemd. De nevel is geassocieerd met de variabele T Tauri-ster T Tauri en varieert daardoor ook in helderheid. 